# Tamaricella furcata
Tamaricella furcata är en insektsart som beskrevs av Irena Dworakowska 1971. Tamaricella furcata ingår i släktet Tamaricella och familjen dvärgstritar. Inga underarter finns listade i Catalogue of Life.